# Črniče, Teholica ob Vrbskem jezeru
Črniče (nemško Schwarzendorf) je naselje v Občini Teholica v Okraju Celovec-dežela na Koroškem v Avstriji.